# Базилевич Гаврило Дмитрович
Гаврило Дмитрович Базилевич (нар. 26 березня 1907, село Удич, тепер Теплицького району Вінницької області — ?) — український радянський партійний діяч, секретар Станіславського і Полтавського обласних комітетів КП(б)У. Кандидат історичних наук.

## Біографія
Член ВКП(б) з 1929 року.
Перебував на відповідальній партійній роботі. Освіта вища.
У 1938 — травні 1941 року — інструктор відділу шкіл ЦК КП(б)У, інструктор організаційно-інструкторського відділу ЦК КП(б)У.
31 травня — червень 1941 року — в.о. секретаря Станіславського обласного комітету КП(б)У з пропаганди і агітації.
З червня 1941 по 1944 рік — на політичній роботі в Червоній армії, учасник німецько-радянської війни. Служив інструктором, партійним слідчим, з квітня 1942 року — відповідальним секретарем дивізійної партійної комісії 66-ї гвардійської стрілецької дивізії.
У травні 1944—1947 роках — секретар Станіславського обласного комітету КП(б)У з пропаганди і агітації.
У 1947—1950 роках — аспірант Академії суспільних наук при ЦК ВКП(б).
До листопада 1950 року працював в апараті ЦК КП(б)У.
28 листопада 1950 — 5 лютого 1960 року — секретар Полтавського обласного комітету КПУ з ідеології.
З 1960 року працював доцентом Полтавського сільськогосподарського інституту.
Потім — на пенсії.

## Звання
- старший політрук
- гвардії капітан
- гвардії майор

## Нагороди
- орден Трудового Червоного Прапора (26.02.1958)
- орден Вітчизняної війни ІІ ст. (25.10.1943)
- орден Червоної Зірки (25.04.1943)
- орден «Знак Пошани» (23.01.1948)
- ордени
- медаль «За оборону Сталінграда» (22.12.1942)
- медаль «За перемогу над Німеччиною у Великій Вітчизняній війні 1941—1945 рр.» (1945)
- медалі
- Почесна грамота Президії Верховної Ради Української РСР (15.04.1967)